# Saison 1 de Ben 10: Omniverse
Chronologie
Saison 2
Cet article présente la première saison de la série télévisée d'animation américaine Ben 10: Omniverse.
Les titres français des épisodes sont ceux adoptés lors de la diffusion sur Cartoon Network France.
Les épisodes sont classés dans l'ordre français.

## Distribution

### Voix originales
- Dee Bradley Baker
- Eric Bauza
- Corey Burton
- John DiMaggio
- Paul Eiding
- David Kaye
- Yuri Lowenthal
- Rob Paulsen
- Kevin Michael Richardson
- Bumper Robinson
- Tara Strong

### Voix française
- Alexis Tomassian
- Barbara Beretta
- Donald Reignoux
- Alexandre Gillet

## DVD
| Intitulé                           | Zone 1/A (États-Unis) |
| ---------------------------------- | --------------------- |
| Ben 10: Omniverse - A New Begining | 5 février 2013        |